# Hypoprora lophosoma
Hypoprora lophosoma är en fjärilsart som beskrevs av Turner 1906. Hypoprora lophosoma ingår i släktet Hypoprora och familjen nattflyn. Inga underarter finns listade i Catalogue of Life.